# Vazul d'Hongria
Vazul o Vászoly va ser un noble hongarès dels segles x i xi, descendent del Gran Príncep Árpád, fou germà del príncep Géza d'Hongria i cosí d'Esteve I d'Hongria.
Vazul va tenir tres fills: Andreu I, Béla I i Levent, dels quals només dos van ser posteriorment coronats com a reis d'Hongria.
Uns anys abans de la mort d'Esteve I, l'any 1031 va morir l'únic hereu del rei, Emeric d'Hongria, sumint-se en una situació de tensió davant la selecció d'un nou hereu. Diversos historiadors hongaresos afirmen que si bé estava batejat, Vazul continuava professant la fe pagana, representant a una gran part dels hongaresos que no volien adoptar la fe cristiana. D'aquesta manera, Vazul no havia estat considerat com un possible successor pel tron hongarès.
Esteve va escollir com a successor al fill de la seva germana, Pere, qui va néixer a Venècia i immediatament va esdevenir comandant de l'exèrcit hongarès. Això no va ser ben vist per molts nobles hongaresos, entre ells Vazul, qui pretenia al tron hongarès com a legítim descendent d'Árpád que era. Davant d'aquesta situació, un grup encapçalat per l'Ispàn (governador de província) Sebös fou enviat a capturar, encegar-lo i posteriorment abocar plom sobre les seves orelles, segons alguns per ordre de l'esposa d'Esteve I, Gisela de Baviera, i per Pere I d'Hongria.
Després d'això, els seus tres fills es van veure obligats a fugir, Andreu i Levent van cercar refugi al Principat de Kíev i Béla va fugir cap a Cracòvia. Dècades després, els tres prínceps van tornar a Hongria i es van enfrontar a Pere I. Amb el suport de les forces paganes, van derrocar al rei i van coronar a Andreu com a rei d'Hongria.